# Heteropaussus rossi
Heteropaussus rossi is een keversoort uit de familie van de loopkevers (Carabidae). De wetenschappelijke naam van de soort is voor het eerst geldig gepubliceerd in 1968 door Luna de Carvalho.